# カリル・シャキール
カリル・シャキール（Khalil Shakir, 2000年2月3日 - ）は、アメリカ合衆国カリフォルニア州マリエータ出身のアメリカンフットボール選手。ポジションはワイドレシーバー（WR）。NFLのバッファロー・ビルズに所属している。カレッジフットボールはボイシ州立大学でプレーをし、2022年のNFLドラフトで5巡目全体148位指名をされ、ビルズに入団した。

## 大学時代
2018年にボイシ州立大学でトゥルーフレッシュマンとして1試合に先発出場し、10試合に出場した。そのシーズンは16回のキャッチで170ヤード、2回のタッチダウンを記録した。
2019年の2年生シーズンには、14試合中5試合に先発出場し、63回のキャッチで872ヤード、6回のレシービングタッチダウン、3回のラッシングタッチダウンを記録した。
2020年の3年生シーズンには、7試合すべてに先発出場し、52回のキャッチで719ヤード、6回のタッチダウンを記録した。
2021年の4年生シーズンには、77回のキャッチで1,117ヤード、7回のタッチダウンを記録した。

## プロキャリア
| 身長                    | 体重           | 腕 の 長 さ   | 手 の 大 き さ   | 40Yrd ダ ッ シ ュ | 10Yrd ス プ リ ッ ト | 20Yrd ス プ リ ッ ト | 20Yrd シ ャ ト ル | 3 コ 丨 ン ド リ ル | 垂 直 跳 び     | 立 ち 幅 跳 び      | ベ ン チ プ レ ス |
| ----------------------- | -------------- | ------------- | ---------------- | ----------------- | -------------------- | -------------------- | ----------------- | ------------------- | --------------- | ------------------- | ----------------- |
| 5 ft 11+7⁄8 in (183 cm) | 196 lb (89 kg) | 29 in (74 cm) | 9+1⁄2 in (24 cm) | 4.43 s            | 1.49 s               | 2.53 s               | 4.21 s            | 7.28 s              | 38.5 in (98 cm) | 10 ft 4 in (3.15 m) | 16 回             |
| Source:                 |                |               |                  |                   |                      |                      |                   |                     |                 |                     |                   |

シャキールは、2022年のNFLドラフトで5巡目全体148位指名をされ、ビルズに入団した。
2022年シーズン第5週のピッツバーグ・スティーラーズ戦でキャリア初のタッチダウンパスをキャッチした。
2023年シーズンは39回のキャッチで611ヤード、2回のタッチダウンを記録した。
2024年シーズンは76回のキャッチで821ヤード、4回のタッチダウンを記録した。
2025年2月25日、ビルズとの間で、3,200万ドルが保証された、2029年シーズンまでの4年最大6,020万ドルの契約延長に合意した。